# Движение Speaking Out

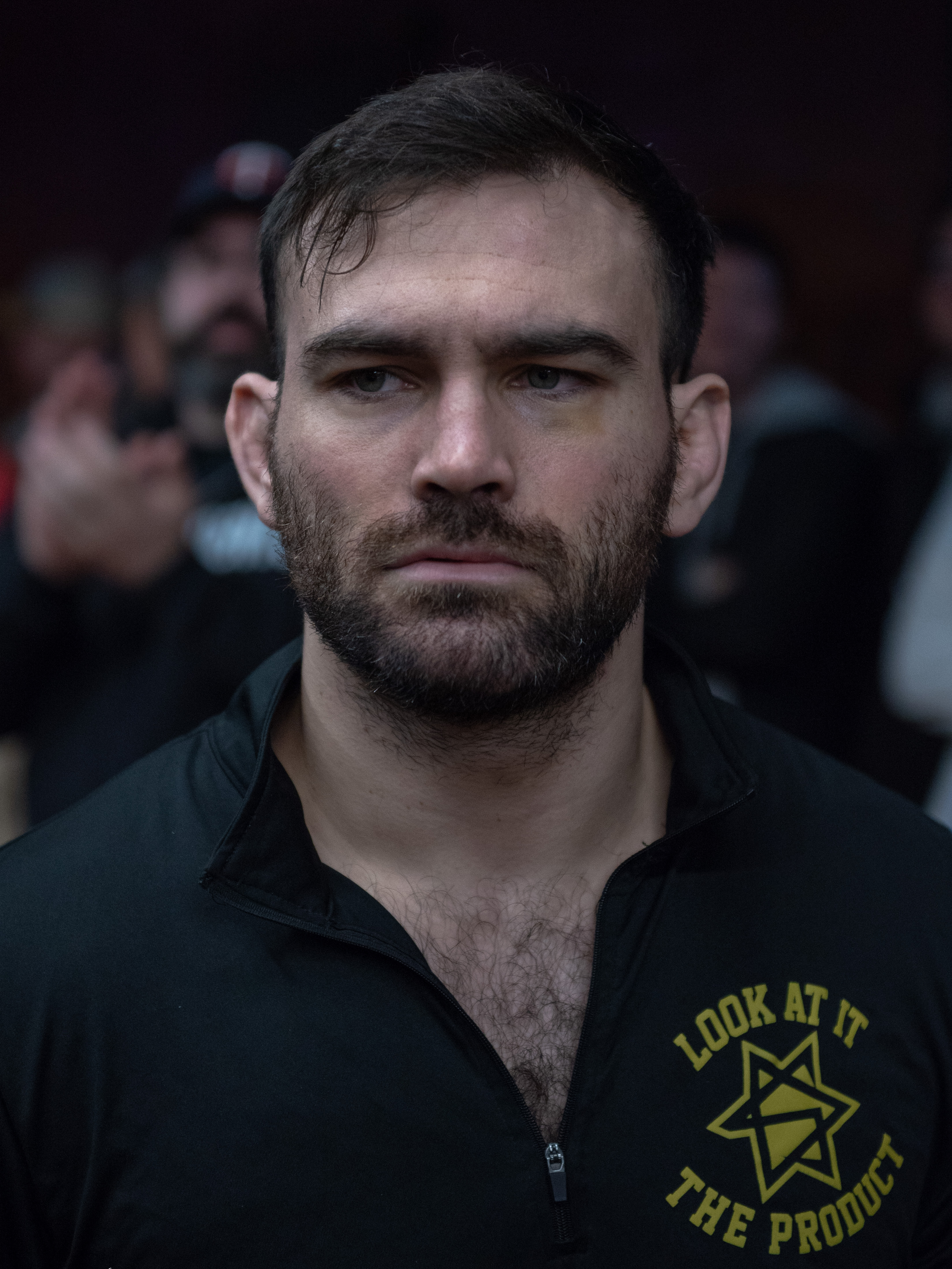
Дэвид Старр - первый рестлер, обвиняемый движением Speaking Out

#Speaking Out (рус. "Высказывайся в слух") - это хэштег появившейся в середине лета 2020 года в социальных сетях (особенно был популярен в Twitterе), когда выступавший на независимых сценах рестлер Дэвид Старр был обвинен в сексуальном насилии со стороны своей бывшей девушки.   
Сам же хэштег Speaking Out  направлен против психологического и физического и сексуального насилия, а также сексуального домогательства связанного с индустрией профессионального рестлинга, где помогает людям публично рассказать свои закулисные истории в которых с ними жестоко обращались в индустрии, рестлеры или другие влиятельные и выдающиеся личности. 
Примером другого хештега, основанных на нарушении молчания, является #MeToo.

## История
17 июня 2020 года американский профессиональный рестлер Чарльз Макс Барских более известный на ринге как Дэвид Старр, и известный своими выступлениям в таких промоушенах как  Combat Zone Wrestling, Progress Wrestling, Westside Xtreme Wrestling, Ring of Honor, Impact Wrestling и выступавший на других независимых европейских реслинг-промоушенов, был обвинен в сексуальном насилии со стороны своей бывшей девушки Виктории , хотя Старр это отрицал. Вскоре несколько рестлинг-промоушенов с которыми работал Старр уволили его, тем самым лишив всех действующих титулов промоушенов которыми он владел. После самого инцидента который стал широко известен публике, Старр навсегда покинул индустрию профессионального реслинга.
После инцидента со Старром многие люди работающие в индустрии рестлинга и за ее пределами стали обвинять других рестлеров, промоутеров, и более известных личностей и журналистов в сексуальном насилии и жестоком обращении над ними. В социальных сетях появился новый хэштег #Speaking Out, который в середине июня 2020 года приобрел моментальную популярность (особенно в Твитере), где люди с помощью него рассказывали свои закулисные истории о неправомерных действиях некоторых известных личностей работающие в индустрии реслинга. В Великобритании одна из жертв жестокого обращения, выдвинула свои обвинения в адрес нескольких действующих рестлеров выступающих на британской сцене (в том числе и рестлеров которые выступали на британском бренде NXT который принадлежит WWE), заявив, что полиция Западного Йоркшира рассмотрит и их, также у нее и другой жертвы имеется компроматы на 70-ти рестлеров, в котором было задокументировано около 100 инцидентов.

## Реакции
Многие рестлеры, в том числе известные личности и журналисты в подавляющем большинстве случае оказывали моральную поддержку тем, кто рассказывал о своем печальном опыте.

### All Elite Wrestling
Рестлеру промоушена All Elite Wrestling Джимми Хэвоку были предъявлены обвинения в психологических и словесных оскорблениях и угрожая самоубийством со стороны бывшей партнерши Ребеккой Кроу. 19 июня 2020 года промоушен заявил, что Хэвок будет проходить полную психологическую терапию по ряду проблем, а потом примут решение о его возвращение в промоушен. 13 августа Хэвок был освобожден от контракта AEW.
22 июня из записи аудиоподкаста которая в итоге стала вирусной, где Сэмми Гевара рассказывает, что пошутил когда хотел изнасиловать (на тот момент) рестлершу промоушена WWE Сашу Бэнкс. AEW впоследствии чего временно отстранили Гевару от работы в промоушене без сохранения заработной платы, при этом Гевара согласился пройти обширный курс подготовки по вопросам чувствительности. Также было объявлено, что вся зарплата Гевары будет пожертвована Женскому центру Джексонвилля. Позже в тот же день Бэнкс заявила, что она и Гевара пообщались друг с другом, что он извинился перед ней и что они провели "открытую дискуссию", о том как помочь ему понять всю серьезность его высказываний. Вскоре Гевара завершил свой обширный курс и 22 июля вернулся обратно в промоушен.
23 июня рестлеру Дарби Аллину были предъявлены обвинения в эмоциональном, психологическом насилии и сексуальном домогательстве со стороны инди-рестлера  Хоули Кромвеллы, с которой якобы он был с ней в отношениях.

### Impact Wrestling
В промоушене Impact Wrestling рестлеры Джоуи Райан, Майкл Элджин и Дэйв Крист были предъявлены обвинения в сексуальном домогательстве и в неправомерном поведении в отношении некоторых женщин. Промоушен совместно с вещательной компании Anthem Sports & Entertainment, опубликовали заявление, в котором говорится, что они будут рассматривать данные инциденты. Джоуи Райан, против которого было выдвинуто около семнадцати различных обвинений, выступил с заявлением, не касаясь других конкретных обвинений. Позже выяснилось, что контракты Райана и Криста были расторгнуты с компанией, а Элджин был отстранен от работы. 26 июня Impact Wrestling объявил, что Майкл Элджин будет убран из всех будущих программ промоушена. 2 июля Майкл Элджин опубликовал в интернете видео, в котором он опровергает все выдвинутые против него обвинения движением Speaking Out. 18 июля, Джоуи Райан также опубликовал свое видео, в котором также опровергает почти все выдвинутые обвинения против него. Затем Райан подал иски против нескольких своих обвинителей, включая иск против Impact. 8 марта 2021 года Райан опубликовал свое заявление, в котором говорится, что он отзывает нескольких судебных исков. Спустя два дня он выступит с еще одним заявлением, в котором говорится, что он отзывает еще один судебный иск.
Несмотря на все выше перечисленные обвинения, рестлер Tи Джей Пи тоже выступил со своим заявлением, где говорится, что его в своих интересах использовали женщины-рестлеры постарше, когда ему было всего пятнадцать лет.

### Chikara
19 июня  2020 года в промоушене  "Chikara" рестлер Кобальда после выдвинутых обвинений в физическом насилии и в словесных перепалках в отношении нескольких женщин, был отчислен из ростера компании. Владелец промоушена Майк Квакенбуш также был обвинен в осознанном надзоре за компанией, который допускал подобные злоупотребления и пренебрежения власти, приведя к тому, что многие рестлеры из ростера Chikara, такие как Хэллоувикед, Кимбер Ли, Джейкоб Хаммермайер, Пугало и Зеленый муравей покинули промоушен. 24 июня Chikara объявила о полном закрытии промоушена.

### Major League Wrestling
20 июня 2020 года в промоушене Major League Wrestling  ринг-анонсер Марк Адам Хаггерти был обвинен за отправление текстовых сообщений непристойного характера несовершеннолетнему. Спустя час MLW и два других промоушена объявили, что больше не будут сотрудничать с Хаггерти.

### National Wrestling Alliance
18 июня вице-президент промоушена National Wrestling Alliance Дэйв Лагана был обвинен в сексуальных домогательствах. На следующий день Лагана подал в отставку уйдя со своего поста вице-президента промоушена.

### New Japan Pro-Wrestling
Главная звезда японского промоушена New Japan Pro-Wrestling британский рестлер Уилл Оспрей был обвинен бывшей женщиной-рестлером Поллианной за то, что внес её в черный список после того, как она выдвинула обвинения против рестлера, Скотта Уэйнрайта, который является партнером по команде Swords of Essex и другом Оспрея. В то время когда Оспрей отрицал обвинение, независимый реслинг-промоушен International Wrestling League опубликовал свое заявление, в котором говориться о противоречие его опровержению. В октябре 2020 года IWL уточнила свое заявление.

### Ring of Honor
22 июня  2020 года в промоушене Ring of Honor британскому профессиональному рестлеру Марти Скерллу были предъявлены обвинения в том, что воспользовался 16-летней девушкой, когда та была в состоянии алкогольного опьянения. После этого Скерлл опубликовал сразу два заявления, в которых говориться что он не отрицал обвинений в свою сторону, но и утверждал, что когда они были вместе и находясь в состоянии алкогольного опьянения, вся встреча проходила по обоюдному согласию обоих. 25 июня в промоушене объявили, что проведут собственное расследование касательно в отношении данных заявлений. 4 января 2021 года было объявлено, что Скерлл покинул ROH.
6 июля бывшая чемпионка ROH среди женщин Келли Кляйн заявила, что рестлер Джей Литал сексуально домогался до других женщин, а в ROH скрывали это. Ранее рестлерша Тейлер Хендрикс обвиняла его в сексуальных домогательствах к ней в 2018 году. Однако Литал опубликовал заявление, в которых он опровергает эти обвинения.

### WWE

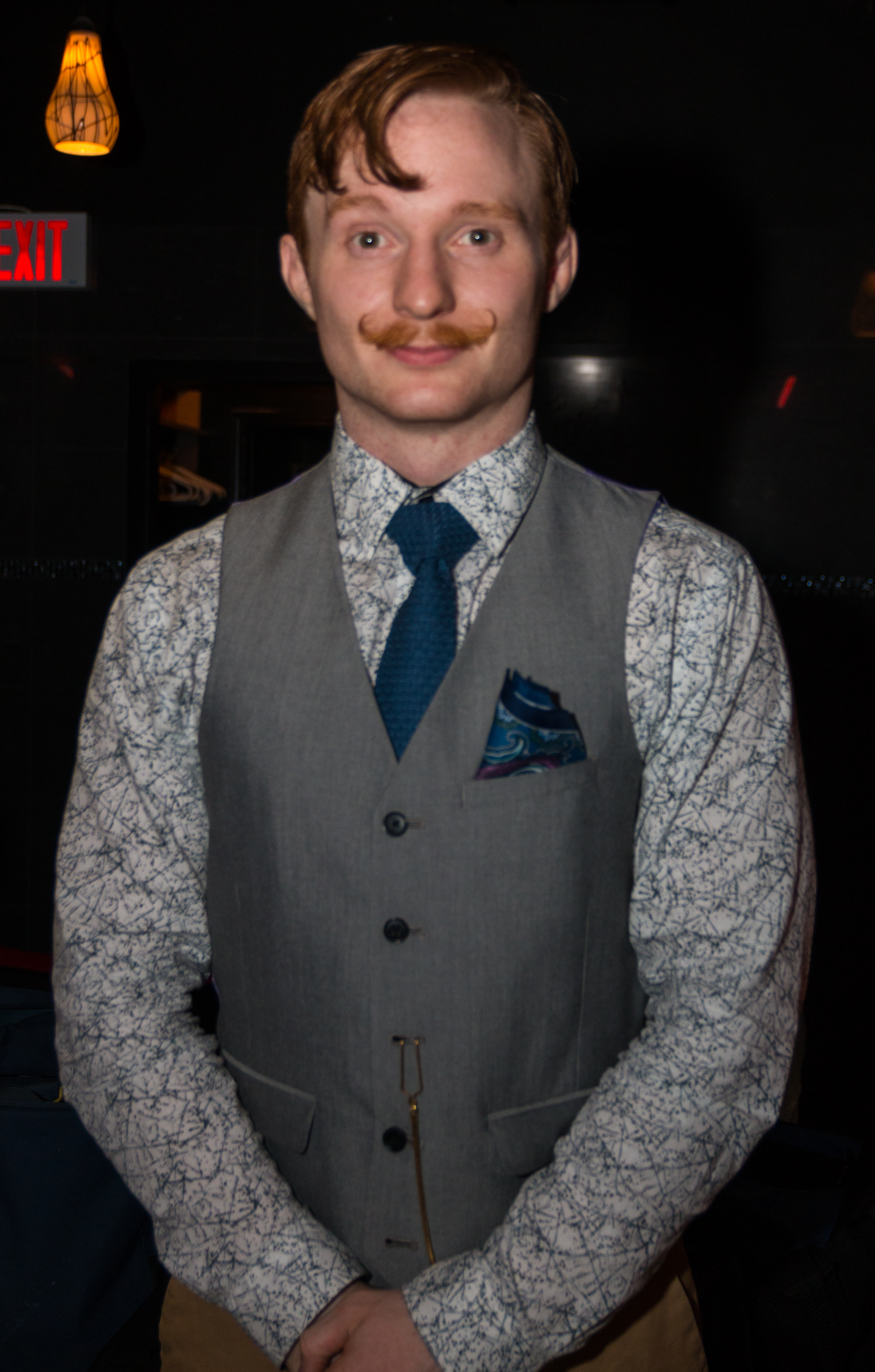
Джек Галлахер был уволен из WWE после того, как против него были выдвинуты обвинения.

В промоушене WWE британскому рестлеру Джо Коффи более известный по выступлениям на британском бренде NXT были предъявлены обвинения сексуальных домогательствах к женщине, а также в рассылке непристойных фотографий обнаженной натуры, отправке голосовых сообщений и нежелательном преследовании. 30 июня 2020 года его контракт с WWE был временно приостановлен, но октябре того же года Коффи вернулся обратно на британский бренд.
Рестлер Джек Галлахер более известный своими выступлениям на брендах NXT и 205 Live был обвинен в сексуальном домогательстве. 19 июня WWE освободили его от контракта с промоушеном. Позже его профиль был удален с официального сайта компании. 4 октября Галлахер выступил с заявлением относительно тех обстоятельств, которые привели  его к освобождению от контракта.
Рестлеру Мэтт Риддлу были предъявлены обвинения в сексуальных домогательствах женщиной-рестлером Кэнди Картрайт. С помощью своего адвоката Риддл опроверг эти обвинения. Позже сообщалось, что WWE было известно об этом иске против Риддла, еще до того когда он подписывал контракт с компанией в 2018 году, в это время полиция расследовало его дело. 8 июля Риддл признался, что у него был роман со своим обвинителем, но повторил свои слова о выдвинутых против него обвинений. 16 сентября Риддл отозвал свое ходатайство о судебном запрете в отношении своего обвинителя. На следующий день Риддл подал иск в гражданский суд против Кэнди Картрайт. 8 октября, сообщалось, что Кэнди подала встречный иск против него, WWE, Гейба Сапольски и промоушена Evolve Wrestling. 24 марта 2021 года судья вынес решение о прекращении участия в деле  WWE и Гейба Сапольски в качестве ответчиков по иску. Просьба самого Риддла о прекращении судебного процесса была отклонена. 13 июля 2021 года сообщается, что Кэнди Картрайт отозвала от свой иск против Ридлла.
Самый продолжительный Чемпион NXT в полутяжелом весе Джордан Девлин был обвинен в физическом насилии со стороны бывшего партнера. Девлин опровергает эти обвинения. Однако промоушен Progress Wrestling после этих обвинений отстранил Девлина на неопределенный срок.
Бывшая ученица и участница британского бренда NXT UK Милли Маккензи обвинила своего тренера и профессионального рестлера Трэвиса Бэнкса в психологическом насилии над ней, у которой с ним были отношения, когда Маккензи было всего 17 лет. Она также заявила, что у Бэнкса были аналогичные отношения и с другими стажерами. Бэнкс отреагировал на все эти обвинения посредством заявления. Маккензи в ответ опубликовала в Твиттере скриншоты их текстового разговора, в содержании которых говориться что все сообщения Бэнкса были пьяного характера, преследования Маккензи и домогательства до нее в гостиничном номере. После этих обвинений промоушены Progress Wrestling и WWE освободили Бэнкса от контрактов, а его профиль на сайте WWE.com  был удален.
Лучадору бренда NXT UK Лигеро были предъявлены обвинения в непристойном нападении, отправление непристойных сообщений, а также обвинения в неподобающем поведении. Хоть он и отрицал обвинение в непристойном нападении, но признал, что действительно отправлял непристойные сообщения и вел себя неподобающим образом. После этих обвинений промоушены  Progress Wrestling и WWE освободили его контрактов, а его профиль с официального сайта WWE также был удален.
Рестлера Вельветина Дрима обвиняют в неподобающем общении с несовершеннолетними, а также в попытке ухаживать за ними. Ранее его обвиняли в инциденте с рассылкой непристойных фотографий несовершеннолетним, который произошел несколькими месяцами ранее, но все это время он отрицал.  После возвращения Дрима на эпизод NXT от 12 августа 2020 года, который был встречен резкой критикой со стороны фанатов, Трипл Эйч в беседе CBS Sports заявил, что WWE действительно расследовала и изучила все обвинения в отношение Дрима, и они "ничего не нашли".  После его освобождения от контракта 24 мая 2021 года Вельветин Дрим опубликовал свое заявление, в котором он опровергает все обвинения, а его профиль с официального сайта WWE был удален.
Судьи NXT UK Джоэл Аллен и Крис Робертс были освобождены от контрактов с WWE 30 июня после выдвинутых против них обвинений в ухаживании несовершеннолетних.
WWE опубликовала заявление относительно рестлеров Девлина и Риддла, в котором говорилось, что они серьезно отнеслись к данному вопросу и изучают его полностью. Позже WWE опубликовала еще одно заявление, в котором говорилось, что они примут меры в отношении тех, кто был арестован или осужден.

## Различные инциденты на независимых реслинг-промоушенах
В марте 2020 года, еще за три месяца до начала появления хэштега Speaking Out, промоушен 3-2-1 BATTLE! разорвал трудовые отношения с главным букером и тренером по совместительству  Стивом Уэстом после выдвинутых против него обвинений в сексуальных домогательствах. Весь менеджмент промоушена после данного инцидента, также был вынужден уйти в отставку. Попытка вновь возродить промоушен с новым менеджментом не увенчалось успехом и была быстро прекращена.
19 июня промоушен Black Label Pro освободил от контракта рестлера Джонатана Вульфа после его обвинений в сексуальном и психологическом насилии. Промоушен Game Changer Wrestling впоследствии чего убрал Вульфа из своего шоу The World на GCW Part 2 который прошел 20 июня.
Бывший британский инди-рестлер Майки Уиплэш был обвинен в сексуальных домогательствах и физическом насилии в отношение некоторых женщин. После этих обвинений женский шотландский промоушен Fierce Wrestling разорвал с ним все трудовые отношения.
20 июня техасский независимый промоушен Inspire Pro Wrestling прекратил трудовые отношения с рестлером Энди Далтоном после обвинений в том, что Далтон отправлял непристойные сообщения несовершеннолетнему.
Сингапурскому рестлеру Алексу Куэвасу выдвинули в адрес серию обвинений в сексуальных домогательствах, после чего промоушены Singapore Pro Wrestling и Philippine Wrestling Revolution разорвали с ним все связи.
20 июня 19-летний инди-рестлер Кайл Бун написал свой пост в Твиттере о нападении и травле со стороны рестлера Конго Конга на одном из шоу независимого рестлинга. Бун также заявил, что его заставляли показать свой пенис перед всей раздевалкой и отдавать его деньги, которые он заработал на шоу и на продаже товаров. Конг в ответ на это заявил, что, когда он сам начинал работать в этом бизнесе, то не было ничего необычного в том, чтобы дразнить новичков. Дальше он продолжил свое заявление, сказав, что если бы он знал это раньше, то попытаться разобраться во всем, как взрослые люди. Ему не дали никаких указаний на то, что будет что-то не так, поскольку все это было лишь "объятия и улыбки". Он также заявил, что будет придираться только к людям, которые ему нравятся и в которых он что-то видит.

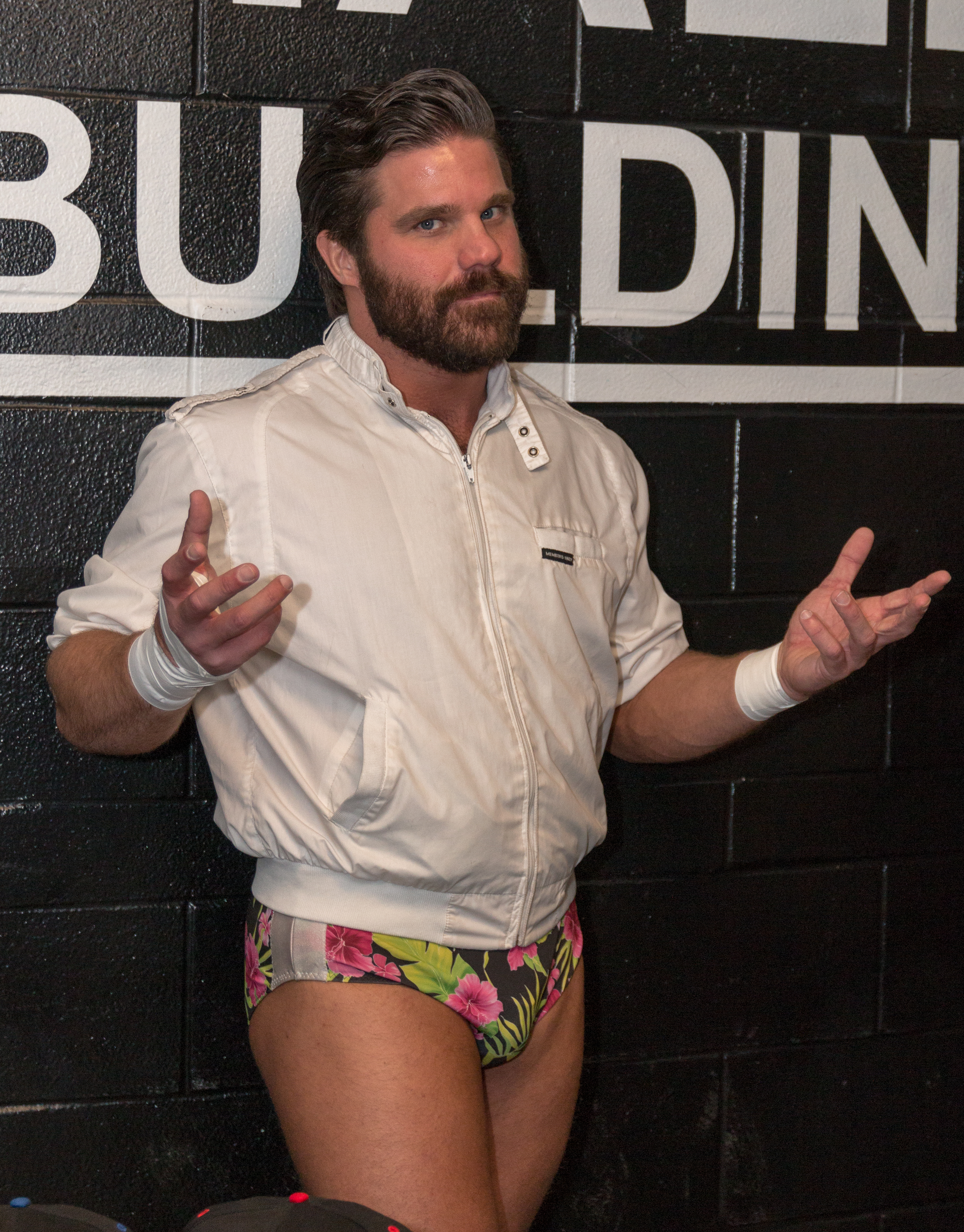
Джоуи Райан был уволен из Impact Wrestling, а его промоушен, Bar Wrestling, был закрыт.

21 июня реслинг-промоушен Bar Wrestling был закрыт из-за нескольких обвинений в сексуальном насилии против его владельца Джоуи Райана.
Промоушен Progress Wrestling объявил, что претерпел структурные изменения после того, как несколько рестлеров были либо отстранены, либо уволены из-за многочисленных обвинений в сексуальном насилии, выдвинутые против них. Промоушен также объявил, что они временно закрываются до тех пор, пока их требования не будут полностью удовлетворены.
Бывший менеджер и букер NWA / WCW и WWE Джим Корнетт и его жена Стейси Гофф столкнулись с обвинениями инди-рестлера Фила Эрли в котором говориться, что он заставлял других рестлеров вступать с его женой в половую связь и наблюдал за всем этим происходящим, когда он был еще совладельцем, главным букером и главным тренером в промоушене Ohio Valley Wrestling. Корнетт в свою защиту опровергает все эти обвинения.
23 июня 2020 года Сарайя Найт (мама Пейдж) спустя 30 лет своей карьеры профессионального рестлера, была вынуждена ее завершить из-за обвинений в ее адрес в которых говориться, что она жестоко обращалась с другими рестлерами и с коллегами по работе. Позже она заявила, что подаст в суд на своих обвинителей. В декабре того же года Сарайя возобновила карьеру рестлера выступая в промоушене своей семьи  World Association of Wrestling (WAW).
24 июня независимый британский реслинг-промоушен Revolution Pro Wrestling уволил тренера Энди Симмонса и еще одного студента-стажера после обвинений в адрес обоих.
Независимый реслинг промоушен из Цинциннати Rockstar Pro Wrestling объявила о новом кодексе поведения в ответ на общественное движение Speaking Out. На данный момент промоушен не активен.
Джефф Дункан (он же The Natural) был отстранен от должности одного из совладельцев канадского промоушена Elite Canadian Championship Wrestling из-за обвинений в его адрес в сексуальных домогательствах и обвинений в травле. Позже Дункан выступил с заявлением относительно этих обвинений.
Ирландский реслинг-промоушен Over the Top Wrestling объявил, что в нем произойдут кадровые изменения, а также изменения в политике промоушена в ответ на движение Speaking Out.
Немецкий реслинг-промоушен Westside Xtreme Wrestling разорвал трудовые отношения с рестлерами Джулианом Пейсом и Джеем Скиллетом после того, как против них были выдвинуты обвинения.

### Реслинг-журналистика
Редакция журнала рассказывающий о поп-культуре Uproxx, отстранила автора колонки новостей о профессиональном реслинге "With Spandex" Майкла Брэндона Страуда, после того, как его обвинили в сексуальном насилии. Позже редакция журнала заявила, что 2 июля, было объявлено, что Страуд будет уволен из издания, а его авторская колонка "With Spandex" о реслинге будет закрыта и все будущие репортажи о профессиональном рестлинге будут доступны на платформе Uproxx Sports.

## Расследование Британского парламента
24 сентября 2020 года Общепартийная парламентская группа, неформальная межпартийная группа депутатов, не имеющая официального статуса в парламенте, после многочисленных обвинений, поступивших от членов общественного движения Speaking Out, начала собственное расследование в отношении всей рестлинг-сцены в Великобритании. Промоушены Progress и Trust Wrestling объявили, что будут совместно работать с парламентской группой. Само расследование возглавляет член партии лейбористов Александра Дэвис-Джонс.